# Albanohyus
Albanohyus — вимерлий рід парнопалих, який мешкав у міоцені в Євразії та, можливо, в Африці. Вважається більш раннім і примітивним родичем Cainochoerus.